# دينار حفصي
الدينار الحَفْصِي هو دينار ضربه الحفصيون ليُستعمل في مناطق نفوذهم بين عامي 1228 و1574 م. ورث الحفصيون الشكل المربع للعملة الذي أحدثه الموحدون، غير أنهم جعلوا الشكل المربع داخل الشكل الدائري للعملة. كما امتاز الدينار الحفصي بحجمه ووزنه الكبيرين مقارنة بالدنانير السابقة، إذ يبلغ قطره 29 مم وكتلته 4,78 غ.

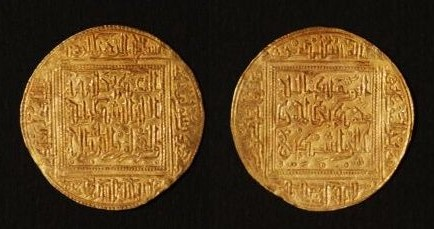
دينار حفصي بين عامي 647 هـ و675 هـ \ 1249 و1277 م في عهد السلطان الحفصي أبي عبد الله محمد المستنصر. محفوظ في متحف فنون الحضارة العربية الإسلامية برقادة (القيروان، تونس)
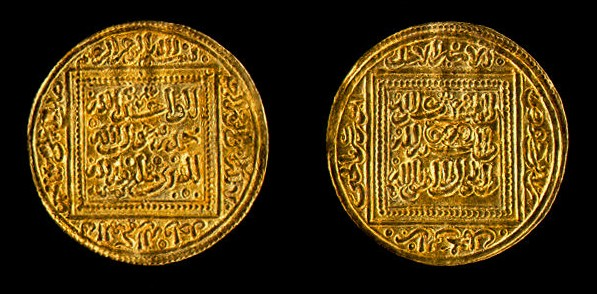
دينار حفصي ضرب بين عامي 625 هـ و647 هـ \ 1228 و1249 م في عهد السلطان الحفصي أبي زكريا يحيى بن حفص
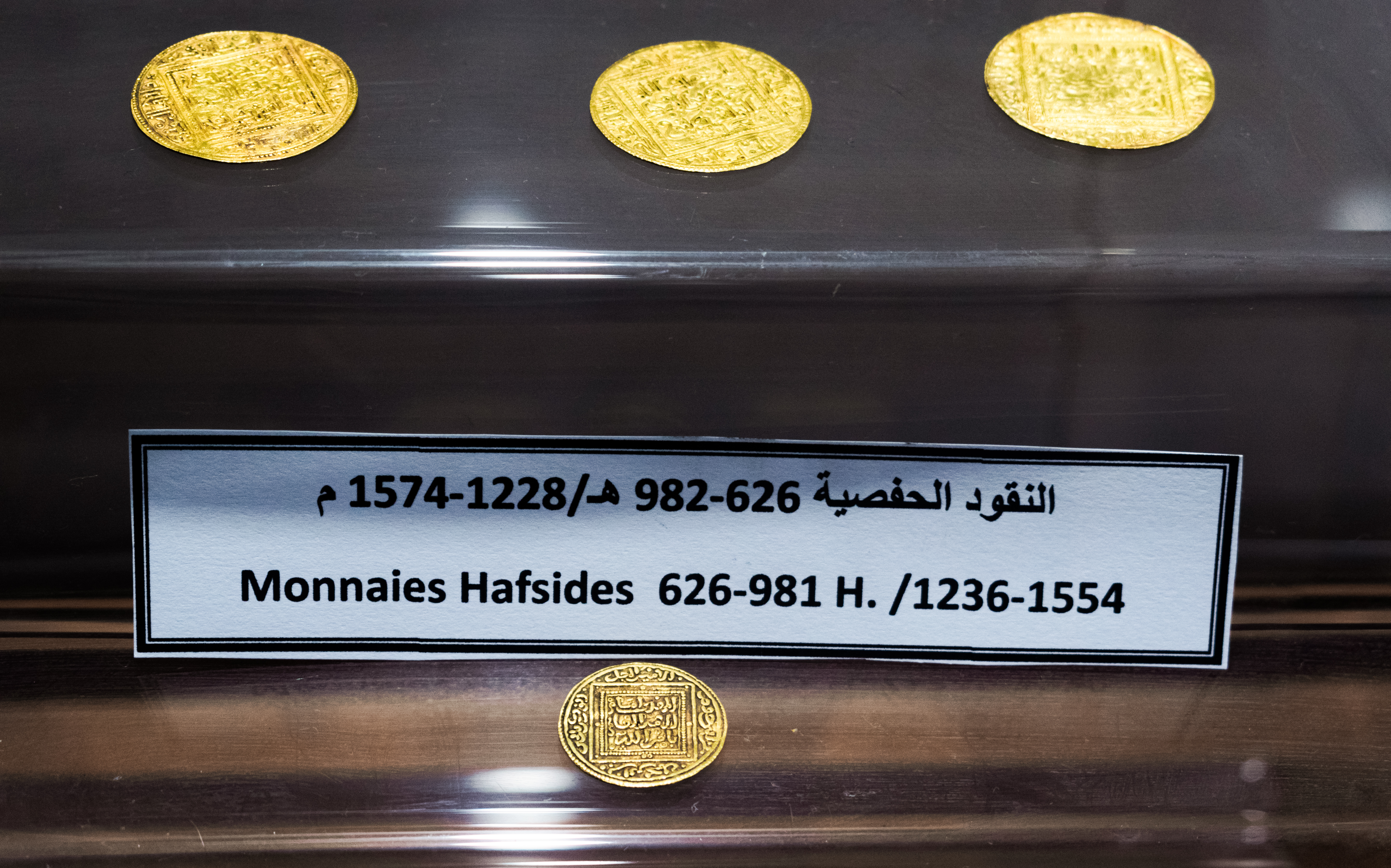
نقود حفصية، المتحف الوطني للآثار القديمة والفنون الإسلامية بالجزائر.